# Boksёry
Boksёry (Боксёры) è un film del 1941 diretto da Vladimir Ivanovič Gončukov.